# Hans Riha
Hans Riha (* 2. Mai 1910 in Steyr; † 1. September 1962 in Eugendorf) war ein österreichischer Metallarbeiter, Industrieller, Funktionär bei der Gewerkschaft und Politiker (VF; Berufsstand: Industrie und Bergbau / ÖVP) und als solcher von 15. Juli 1936 bis zum 18. März 1938 Abgeordneter zum Oberösterreichischen Landtag.

## Leben
Hans Riha wurde am 2. Mai 1910 als eines von zehn Kindern seiner Eltern in der Stadt Steyr geboren. Sein Vater war Werksmeister bei den Steyr-Werken; sein Großvater arbeitete bereits 1868 beim Steyrer Waffenproduzenten Josef Werndl. Von den zehn Kindern der Familie waren vier Töchter und sechs Söhne; alle sechs erlernten einen technischen Beruf. Hans Riha erlernte den Beruf eines Metallarbeiters und war, wie sein Vater und seine fünf Brüder, in den Steyr-Werken tätig. In den 1930er Jahren stieß Riha zur Katholischen Arbeiterbewegung. Innerhalb der Steyr-Werke war er bis 1938 Betriebsratsobmann und darüber hinaus war er Obmann der Metallarbeitergewerkschaft, einer der Vorgängerorganisationen der heutigen Gewerkschaft PRO-GE, sowie Mitglied der Verwaltungskommission des oberösterreichischen Gewerkschaftsbunds. Aufgrund seines politischen Engagements und seiner Tätigkeit als Gewerkschaftler schaffte er im Jahr 1936 den Einzug in den Oberösterreichischen Landtag, in dem er ab dem 15. Juli 1936 des ausgeschiedenen Alois Janak ersetzte und bei Amtsantritt mit 26 Jahren der damals jüngste Abgeordnete war. Im Landtag selbst gehörte Riha dem Berufsstand Industrie und Bergbau (abgekürzt: I/B) an. Als Vorsitzender des Berufsverbands der Arbeiter und Angestellten im Bereich Industrie und Bergbau wurde er im Jahre 1938 verhaftet, erhielt Gauverbot und ging deshalb nach Berlin zu den Siemens-Werken. Dort rückte er dank seiner Fachkenntnisse in der Metallbranche bald vor und erlangte über Abendkurse seinen Ingenieurstitel. Später leitete er die Übersiedlung von Siemens nach Graslitz.
Nach dem Zweiten Weltkrieg und der Rückkehr in seine Heimat gründete er zusammen mit seinem Bruder Karl Riha (* 7. September 1905; † 5. Oktober 1982) die Gebrüder Riha KG in Steyr, ein Unternehmen in der Eisenwarenerzeugung, das sich auf die Produktion von Stahlfenstern, Garagentoren und ab 1962 den hari-Ganzmetallschi konzentrierte. Als er die Verwüstungen des Zweiten Weltkriegs in Berlin gesehen hatte, hatte er schon den Gedanken gehabt, Fenster aus Metall herzustellen. So übernahm er die in Kriegszeiten stillgelegte Werkstatt eines Verwandten, Heinrich Bachner, bei der einst sechs bis acht Personen beschäftigt waren, und baute diese mit seinem Bruder zu einem erfolgreichen Industriebetrieb auf. Nach der Gründung durch die zwei Brüder arbeiteten jedoch alle sechs Riha-Brüder im Betrieb mit, um die Produktion in Gang zu bringen. Zu den ersten Produkten des Unternehmens zählten Waren für den Eisenhandel, sowie Schuhfertigungsmaschinen. Bereits 1842 hatte die hier ansässige Firma Bachner Schusterwerkzeug erzeugt und exportiert.
Ab 1945 fungierte er in Steyr als Bezirksobmann des Wirtschaftsbundes, den er mitgründete. Ebenfalls 1945 stellte sich Riha auf dem 9. Listenplatz im Wahlkreis Traunviertel der Wahl zur XVI. Gesetzgebungsperiode des oberösterreichischen Landtags, schaffte jedoch nicht den Einzug in ebendiesen. Als seine Adresse wurde hierbei das heute denkmalgeschützte Gebäude an der Adresse Fabrikstraße 3 angegeben. Weiters wurde auch als Ersatz für den Beisitzer der ÖVP in der Kreiswahlbehörde für den 15. Wahlkreis (Traunviertel) geführt. Bei der Wahl der neuen Landesgruppenleitung des Wirtschaftsbundes wurde Riha im Mai 1946 ins Amt eines Beirates gewählt. Des Weiteren war Riha im Jahre 1948 ein Gründungsmitglied der Wohn- und Siedlungsgesellschaft Styria mit Sitz in Steyr. 1950 zog Riha mit seinem fünf Jahre zuvor gegründeten Unternehmen von der Gaswerkgasse in das Objekt XX des ehemaligen Reithoffer-Werkes von Josef Reithoffer (1864–1928). Hier wurde schließlich mit der Arbeit und Produktion von Metallfenstern mit Hohlprofilen begonnen, womit Riha Pionierarbeit leistete.
Am 1. September 1962 starb Riha, der verheiratet und Vater von zwei Kindern war, im Alter von 52 Jahren bei einem Verkehrsunfall auf einem schwierigen Straßenstück bei Eugendorf. Zu diesem Zeitpunkt befand er sich auf der Fahrt nach Köln zur Internationalen Sportartikelmesse, wo er erstmals den nach ihm benannten hari-Ganzmetallschi (hari sind die Initialen von Hans Riha), der in diesem Jahr auf den Markt kommen sollte, einem breiteren Publikum vorstellen wollte. Für die Produktion des Schis, dessen Vorbereitungen über ein Jahrzehnt in Anspruch nahmen, wurde eine Millionensumme investiert. Der Leichtmetallski wurde 1961 patentiert, Google Patents führt 80 verschiedene Patente Rihas an.
Hans Riha wurde am 9. November 1962 auf dem Taborfriedhof in Steyr beigesetzt. Seine Frau Waltraut (* 7. Dezember 1917) überlebte ihm um 44 Jahre und starb am 8. November 2006. Sie wurde an seiner Seite im Grab beigesetzt. Das Wandgrab der Familie schmückt ein von Johann „Hanns“ Angerbauer geschaffenes Bronzerelief.

### Verbleib und Niedergang des Unternehmens
Zum Zeitpunkt seines Todes beschäftigte der Betrieb etwa 470 Mitarbeiter. Das Unternehmen wurde bis 1970 als Offene Handelsgesellschaft geführt. Nachdem mit Ende Juli 1970 Karl Riha aus dem Unternehmen schied, wurde es mit 1. August 1970 zu einer Gesellschaft mit beschränkter Haftung umfirmiert. Nachdem im selben Jahr eine Verbindung mit der Österreichischen Metallhütten AG bzw. den Vereinigten Metallwerken Ranshofen-Berndorf begonnen hatte, wurde die Mehrheit der Geschäftsanteile der Gebrüder Riha GesmbH in den Jahren 1971/72 von einem Konsortium der Vereinigten Metallwerken Ranshofen-Berndorf und der Tirolia-Heiss (selbst im Jahr 1985 von Elektra Bregenz aufgekauft) aus Schwaz in Tirol übernommen. Aufgrund fehlender Aufträge war das Werk nur selten ausgelastet und kam dadurch schon bald in finanzielle Schwierigkeiten. So bestand die Tendenz seitens der Verkaufsgesellschaft euromarketing, die seit 1972 den Verkauf der Produkte von Steyr wegverlagert hatte, Aufträge eher an Berndorf anstatt an die einstigen Gebrüder Riha zu vergeben.
Erst 1974 wurde die Krise im Unternehmen öffentlich bekannt, wobei auch der Verdacht geäußert wurde, dass der Betrieb „ausgehungert“ werden sollte. So kam es, dass noch im selben Jahr die 350 bestehenden Mitarbeiter des Unternehmens in den Zwangsurlaub geschickt wurden. Der Betrieb selbst und seine Führung wurde in der Zwischenzeit einer Überprüfung unterzogen. Eine etwaige Schließung des Unternehmens versuchten die Mitarbeiter, sowie die Stadtgemeinde Steyr zu verhindern. Nachdem die Verantwortlichen der Verkaufsgesellschaft euromarketing immer mehr unter Beschuss geraten waren, kam es in weiterer Folge zu einer tiefgreifenden Reorganisation. So schieden die bislang mit 25 Prozent am Unternehmen beteiligten Mitglieder der Familie Riha (Karl, Brigitta und Josef) aus dem Unternehmen aus, woraufhin die VMW Ranshofen-Berndorf 80 Prozent und die Tirolia die restlichen 20 Prozent der Gesellschaftsanteile übernahmen. Die Verkaufsorganisation kam nach Steyr und VMW Ranshofen-Berndorf sollten die in der Zwischenzeit entstandenen Schulden des Unternehmens übernehmen.
Rückwirkend mit 1. März 1974 wurde die vormalige Firma Gebrüder Riha mit der euromarketing Vertriebs Ges.m.b.H in Linz zu einem neuen Unternehmen, der euromarketing Metallbau Ges.m.b.H. mit Sitz in Steyr verschmolzen. Als Geschäftsführer wurde Josef Kurka bestellt. Nachdem man ab 1975 wieder einen Aufschwung erwartete, wurde dies bereits im darauffolgenden Jahr wieder gebremst. Am 6. Juli 1976 wurde von den Gesellschaftern die Verlegung der Aluminiumproduktion nach Berndorf beschlossen. Besonders problematisch war, dass auch die Vereinigten Metallwerken Ranshofen-Berndorf zu diesem Zeitpunkt defizitär arbeiteten. Anfang 1977 erfolgte schließlich mit sechs Gesellschafter die Gründung einer neuen RIHA-Gesellschaft, deren Geschäftsführer Otto Cichini (1932–1995), der bereits von 1970 bis 1974 das vorherige Unternehmen geleitet hatte, wurde. Eine neue Produktionsstätte wurde daraufhin auf der Adresse Pyrachstraße 1, auf dem Areal der einstigen Reithoffer-Werke, eingerichtet und das Unternehmen firmiert seit dem 29. September 1978 unter dem Namen "SMK" Metall- u. Kunststoffwaren Gesellschaft m.b.H. (Stand: 16. November 2020). 1979 hatte das Unternehmen, das sich vorrangig auf Brand- und Schallschutztüren und -tore spezialisierte, etwa 100 Mitarbeiter.